# Edward Motale
Edward Motale (29 luglio 1966) è un ex calciatore sudafricano, di ruolo difensore.

## Carriera

### Club
Ha sempre giocato nel campionato sudafricano.

### Nazionale
Ha collezionato 7 presenze con la maglia della propria Nazionale e ha conquistato, nel 1996, una Coppa d'Africa.

## Palmarès

### Club

#### Competizioni nazionali
- Campionato sudafricano (NSL): 1

Orlando Pirates: 1994
- Coppa del Sudafrica: 1

Orlando Pirates: 1996

#### Competizioni internazionali
- CAF Champions League: 1

Orlando Pirates: 1995
- Supercoppa CAF: 1

Orlando Pirates: 1996

### Nazionale
- Coppa d'Africa: 1

Sudafrica 1996